# Francis Kynaston
Sir Francis Kynaston (auch Kinaston, * 1587 in Oteley bei Ellesmere, Shropshire; † 1642) war ein englischer Dichter und Höfling am Hof von Karl I.
Francis Kynaston war der Sohn von Sir Edward Kynaston, der 1599 High Sheriff von Nottingham war, und von Isabel, Tochter von Sir Nicholas Bagenall. Er studierte ab 1601 am Oriel College der University of Oxford, erwarb 1604 seinen Bachelor of Arts am St. Mary Hall College und seinen Magister Artium 1609 vom Trinity College. Im selben Jahr wurde er als Anwalt in Lincoln’s Inn zugelassen. 1613 heiratete er Margaret, die Tochter von Sir Humphrey Lee, mit der er einen Sohn und vier Töchter hatte. 1618 wurde er von Jakob I. zum Knight Bachelor geschlagen und von 1621 bis 1622 war er als Knight of the Shire für Shropshire Mitglied des House of Commons. 1625 erhielt er zum Thronantritt von Karl I. ein Hofamt (Esquire of the body des Königs). Nach einigen Autoren war er 1623 Taxor für die University of Cambridge und 1634 war er dort Proktor, möglicherweise ist dies aber eine Verwechslung mit einem anderen Francis Kynaston. Er war ein wichtiges Mitglied des literarischen Zirkels am Hof von Karl I. 1635 gründete er in London eine Ritterakademie zur Ausbildung junger Adliger und Gentlemen für die Grand Tour (Musaeum Minervae). Sie lag in Bedfordbury in Covent Garden, am Ort, wo heute die Kynaston’s Lane nach ihm benannt ist. Als der spätere Karl II. als Duke of York die Akademie 1636 besuchte, ließ man ihm zu Ehren ein Maskenspiel aufführen (sein Corona Minervae). Nach Kynastons Tod ging die Akademie ein. Er liegt in Oteley begraben.
Um 1636 schlug er der Royal Navy eine Art hängenden Ofen für ihre Schiffe vor.
Er ist bekannt als Übersetzer ins Lateinische von Troilus und Cressida (Troilis and Criseyde) von Geoffrey Chaucer, die 1635 in Oxford erschien. 1642 wurde seine  Versromanze Leoline and Synadis zusammen mit seinen Cynthiades, die an seine Geliebte Cynthia gerichtet waren, veröffentlicht. Sie sind für Verse bekannt, die das regnerische Wetter in England (im Gegensatz zu Schottland) beklagen. Er trug auch zur lateinischen Übersetzung von Versen von Arthur Johnston (Musae Aulicae) bei und übersetzte das Testament of Cresseid des schottischen Dichters Robert Henryson aus dem 15. Jahrhundert ins Lateinische.